# Parafia Podwyższenia Krzyża Świętego w Kopicach
Parafia Podwyższenia Krzyża Świętego – rzymskokatolicka parafia w miejscowości Kopice (województwo opolskie). Parafia należy do dekanatu Grodków w diecezji opolskiej.

## Historia parafii
Parafia powstała w 1580 roku. Parafię obsługuje ksiądz diecezjalny. Proboszczem parafii jest ks. Jarosław Szeląg

## Liczebność i zasięg parafii
Parafię zamieszkuje 1050 mieszkańców, zasięgiem duszpasterskim obejmuje ona miejscowości:
- Kopice,
- Więcmierzyce.

### Przedszkola i szkoły
- Publiczne Przedszkole w Kopicach,
- Publiczna Szkoła Podstawowa w Kopicach.

## Inne kościoły i kaplice
- Kościół św. Bartłomieja w Więcmierzycach.

## Duszpasterze

### Proboszczowie po 1945 roku
- ks. Piotr Patalong,
- ks. Teofil Soppa CM,
- ks. Antoni Misik,
- ks. Kazimierz Krzywdziński,
- ks. Jarosław Szeląg.[2]

## Wspólnoty parafialne
- Żywy Różaniec,
- Ministranci,
- Dzieci Maryi,
- Szafarze Komunii Świętej,
- Rada Parafialna,
- Rodziny Szensztackie,
- Schola,
- Parafialna Grupa Charytatywna.[3]